# Platycerceis hyalina
Platycerceis hyalina is een pissebed uit de familie Sphaeromatidae. De wetenschappelijke naam van de soort is voor het eerst geldig gepubliceerd in 1926 door John Gilbert Baker.